# Скляревский, Василий Епифанович
Василий Епифанович Скляревский (1855—?) — русский военный деятель, генерал от инфантерии (1917). Герой Первой мировой войны.

## Биография
В службу вступил в 1873 году после окончания Конотопского уездного училища. С 1876 года после окончания Тифлисского военного училища произведён в прапорщики и выпущен во Владикавказский 152-й пехотный полк. В 1877 году произведён в подпоручики, в 1878 году «за боевые отличия» в поручики. С 1878 года участник Русско-турецкой войны, старший адъютант Ардаганского отряда, участвовал во Взятии Ардагана. В 1884 году «за отличие» произведён в штабс-капитаны, в 1889 году в капитаны, в 1900 году в подполковники.
В 1904 году произведён в полковники, командир 8-го Кавказского стрелкового батальона. С 1906 года назначен командиром 130-го Херсонского пехотного полка. С 1912 года произведён в генерал-майоры, командир 2-й бригады 39-й пехотной дивизии. С 1913 года командир  1-й бригады 52-й пехотной дивизии.
С 1914 года участник Первой мировой войны в качестве командира 1-й бригады 52-й пехотной дивизии. С 1915 года начальник 2-й гренадерской дивизии. 5 апреля 1916 года «за отличие» произведён в генерал-лейтенанты. 17 апреля 1915 года «за храбрость» был награждён орденом Святого Георгия 4-й степени. 5 мая 1915 года «за храбрость» был награждён Георгиевским оружием.
14 июля 1917 года произведен в генералы от инфантерии с увольнением от службы по болезни.

## Награды
- Орден Святого Станислава 3-й степени с мечами и бантом (1877)
- Орден Святой Анны 3-й степени с мечами и бантом (1877)
- Орден Святого Владимира 4-й степени с мечами и бантом (1878)
- Орден Святого Станислава 2-й степени  (1895)
- Орден Святой Анны 2-й степени (1898)
- Орден Святого Владимира 3-й степени (1907)
- Орден Святого Станислава 1-й степени с мечами (ВП 12.01.1915)
- Орден Святого Георгия 4-й степени (ВП 17.04.1915)
- Георгиевское оружие (ВП 05.05.1915)
- Орден Святой Анны 1-й степени с мечами (ВП 07.06.1915)
- Орден Святого Владимира 2-й степени с мечами (ВП 26.01.1916)
- Орден Белого Орла с мечами (ПАФ 18.09.1917)